# Holzgauer Wetterspitze
La Holzgauer Wetterspitze (littéralement « pointe du Temps de Holzgau ») est un sommet des Alpes, à 2 895 m d'altitude, dans les Alpes de Lechtal, en Autriche (Land du Tyrol).